# سیارک ۸۵۱۶
سیارک ۸۵۱۶ (به انگلیسی: 8516 Hyakkai، نامگذاری:1991TW1) هشت هزار و پانصد و شانزدهمین سیارک کشف شده‌است که در ۱۳ اکتبر ۱۹۹۱ کشف شد.
قدر مطلق سیارک برابر ۳۰.۹ است.